# Shaghur
Shaghur (en hébreu שגור, en arabe الشاغور) est une ville du district nord d'Israël. Fondée en 2003, en 2007 elle compte une population de 29 900 habitants.

## Histoire

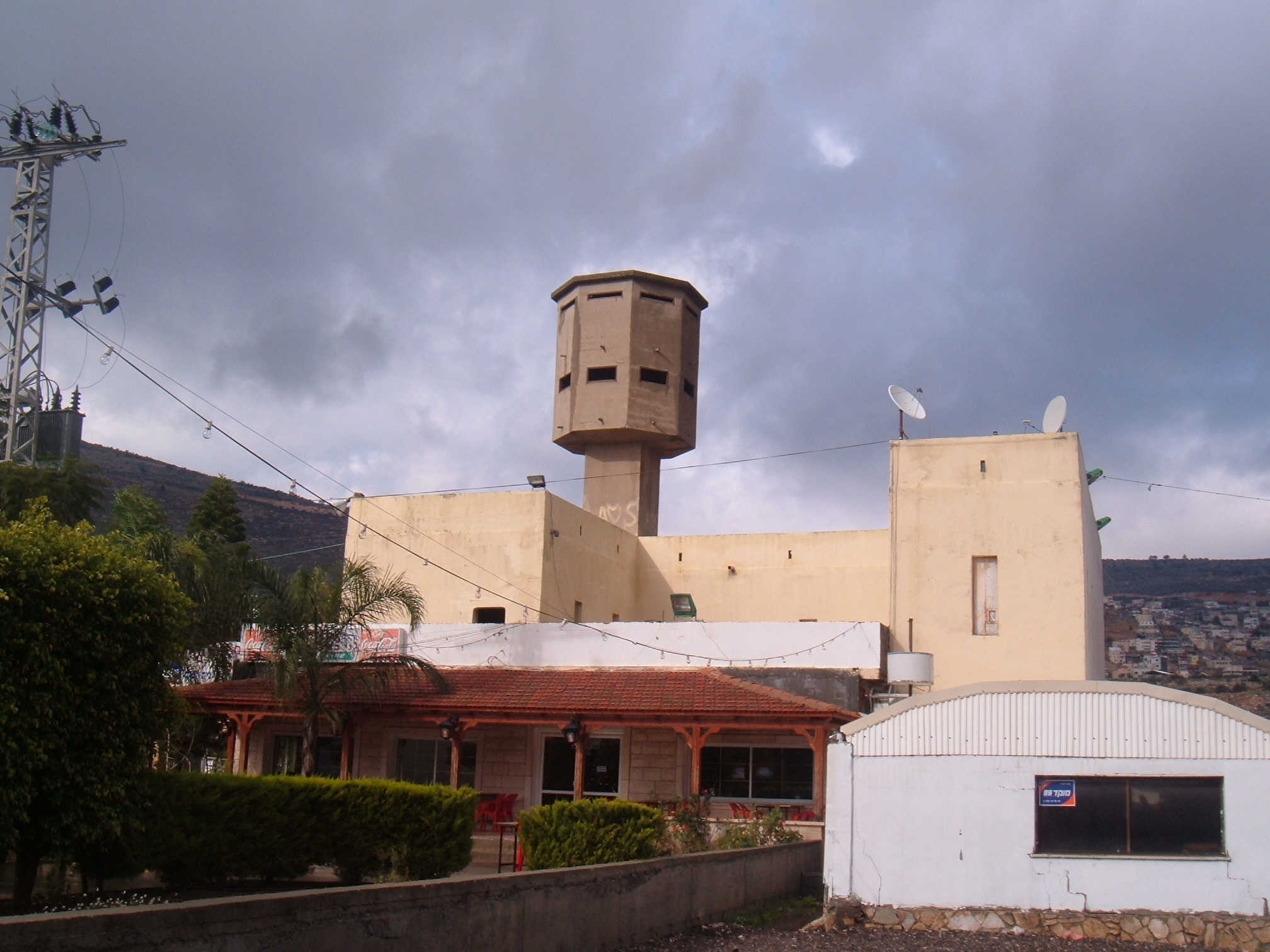
Shaghur, le fort Tegart en 2006.

Shaghur est une ville arabe de Galilée, elle est en grande partie agricole. Les principales cultures sont les olives, les figues, d'agrumes et de grenades. Le village a été capturé par les forces israéliennes le 30 octobre 1948, au cours de la guerre israélo-arabe de 1948.
En 1956, environ (1 275 hectares (5,16 km2) de terres dans les villages qui composent Shaghur ont été étiquetés « zones fermées » par le gouvernement israélien. En 1961, la zone réglementée a été utilisée pour former la ville voisine de Karmiel. Pendant la guerre du Liban de 2006 entre Israël et le Hezbollah, 43 roquettes de Katioucha ont atterri à proximité des quartiers de Shaghur, tuant quatre civils. La ville juive de Karmiel, qui est adjacente à Shaghur, a été la cible apparente du Hezbollah,.

## Démographie
En 1948, Shaghur a accueilli plusieurs réfugiés de la ville voisine d'Al-Birwa. Cependant, un certain nombre d'Arabes qui fuient devant Majd al-Krum[C'est-à-dire ?] et se sont installés dans le camp de réfugiés de Chatila au Liban. Selon Abou Nisa, un réfugié de Majd al-Krum, certains de ces réfugiés retournent visiter leur ville d'origine, ainsi que les lieux saints islamiques, tels que la mosquée al-Aqsa et le Caveau des Patriarches après l'obtention de citoyennetés européennes.
En 2005, il y avait 14 600 hommes et 13 900 femmes. La répartition par âge était de 49,4 % de 19 ans ou moins, 17 % entre les âges de 20-29, 19,8 % entre les âges de 30-44, 10,6 % entre les âges de 45-64 ans et 3,2 % plus de 65 ans. Le pourcentage de familles de quatre enfants ou plus était de 34,01 % en 2003. La population de la ville a augmenté de 7 % en 2005 et, au total, environ 2 500 personnes par an.
Selon le Bureau central israélien de statistiques (CBS), en 2007, Shaghur avait une population majoritairement musulmane de 29 200 personnes, avec une minorité de résidents chrétiens dans la partie centre-est de la ville.

## Économie
La ville a rapidement dérivé d'une économie essentiellement agricole vers un centre commercial à mi-chemin entre les villes côtières de la Galilée et de Nazareth. Il reste en communication d'amitié et de coopération avec la ville voisine de Carmiel et les villages arabes de Nahf et Ramé. La ville est remplie de restaurants, de boutiques et de magasins divers et trois stations-service ainsi que d'un souk hebdomadaire ou marché en plein air.
Malgré la fusion des trois anciennes municipalités, l'économie de Shaghur ne s'améliore pas comme prévu et la ville reste encore très pauvre et non gérée en raison de boycotts politiques.
Selon le CBS, en 2004, il y avait 6 674 salariés. Le salaire mensuel moyen était de 3 663 NIS. Le revenu moyen par habitant de la ville a diminué de -1,04 NIS à 1 093 NIS. La quantité de personnes employées dans la ville qui a reçu plus de deux fois le salaire moyen était de 1,45 % en 2003.
Sa densité de population est également en augmentation en raison de l'incapacité de la ville à développer un permis de résidence et de commerce au-delà de sa compétence[C'est-à-dire ?].

## Personnalités liées à la commune
- Mohammad Bakri, acteur et réalisateur, résident à Bi'ina
- Uri Davis, homme politique
- Ahmed Dabbah, homme politique
- Jihad Dabbah (Abu Lehye), écrivain
- Mahmoud Darwich, poète